# 薬種商の館 金岡邸
薬種商の館 金岡邸（やくしゅしょうのやかた かなおかてい）、通称金岡邸は、富山県富山市新庄町にある邸宅・資料館。江戸末期に薬種商で財を成した金剛寺屋又右衛門を祖とし、2代目の当主である初代金岡又左衛門以下、代々富山県の実業界に重きをなしてきた金岡家の旧邸である。母屋・新屋・土蔵・塀および門は、国の登録有形文化財に登録されている。
現在は富山の売薬業を中心とした薬業資料を保存・展示する資料館となり、富山市宮尾の「豪農の館 内山邸」とともに富山県民会館の分館として一般に開放されている。資料館の正式名称は「富山県民会館分館 薬種商の館 金岡邸」。

## 概要

### 立地
富山地方鉄道本線の東新庄駅から徒歩5分。富山市中心部からは約4km離れている。
門前の道路は旧北陸街道（現・富山県道177号線・316号線）の要路である。新庄町は1696年に馬継宿に定められてから加賀藩領の宿駅として発達した歴史を持つ。邸宅は旧城址である富山市立新庄小学校に東隣するほか、周辺には全福寺・覚性寺・新川神社などの古社・古刹が集まる。金岡薬店は全福寺の観音信仰と結びつき、全福寺の参拝客に薬を処方することで発展してきた。

### 資料館
- 開館時間 - 午前9時30分～午後5時
- 休館日 - 毎週火曜日および年末年始
- 入館料 - 200円（高校生以下・身体障害者・75歳以上は無料）[3]

## 沿革
金岡家は江戸末期から薬種商を営んでいた。家祖・金剛寺屋又右衛門の死後、15歳で家督を継いだ長男・金岡又左衛門（1864年～1929年）は、28歳の若さで県会議員に当選し、その後県会議長、衆議院議員を歴任した。早くから電気事業に注目して富山電灯（北陸電力の前身の一つ）を興し、北陸に初めて電灯をともしたほか、北陸初の電鉄工事を完成し、さらに常願寺川治水同盟の会長として砂防工事を国営事業に組み入れるよう国政に働きかけるなど、交通・治水事業にも取り組んだ。この水力・電力事業を基礎に多くの産業を誘致して富山県の経済の土台づくりに貢献し、他方では私財を育英事業に投じて政財界や教育界などに数多くの人材を送り出している。
その後2代目金岡又左衛門は第一薬品株式会社（現・テイカ製薬に合併）や富山合同無尽株式会社（現・富山第一銀行）を設立し、3代目金岡又左衛門もテイカ製薬株式会社や富山女子短期大学を創立するなどの功績を残した。続く金岡家5代目当主・金岡幸二はインテックの前身となる富山計算センターの設立者、ならびに富山国際大学の創設者として知られる。6代目金岡祐一は薬学者で、富山国際学園理事長・テイカ製薬代表取締役会長などを歴任している。
今日の主屋は幕末期に初代金岡又左衛門によって建てられた。3代目又左衛門の没後、金岡家の意向により建物が1981年9月に県に寄贈されて県民会館分館となり、翌1982年11月1日に富山県文化振興財団への委託管理のもと開館した。その後1987年11月に富山の建築百選に選出され、また1998年7月には、明治期の主屋・土蔵、大正期の新屋・塀・門が国の登録有形文化財に登録された。2018年1月には、富山県が県内の他の文化財とともに日本遺産への申請を行っている。

## 内装・展示
母屋部分は瓦葺の木造2階建てで、明治初期の薬種商店舗を復元しており、表からミセ・通りニワ・座敷と続く町家の典型的な構えを残す。富山市街地にあった約30店の薬種商店舗が富山大空襲で軒並み焼失したため、富山市内で唯一現存する薬種商店舗の遺構である。
大正期に迎賓の場として増築された新屋は瓦葺の木造平屋、総檜造りの建物で、大正ロマンの雰囲気を残し、豪壮で格調の高い折上格天井の座敷を有する。こちらは文化催事場などに利用されている。この他、明治期に建てられた2階建ての土蔵があり、薬種業関連の物品が収められている。国内にも数少ない薬業資料の資料館であり、売薬の原料や製薬用具、製造から包装流通に至るまでの工程を分かりやすく展示する。流通・販売面では、柳行李や懸場帳、売薬版画、角風船などの配置員の携帯品が展示されている。資料室・文献室も備え、富山藩主前田利保が著した『本草通串』『万香園裡花壇綱目』といった貴重な薬事書なども所蔵する。
その他、中国科学院から中沖豊・元富山県知事に贈呈されたジャコウジカ（腹部の香嚢が生薬原料の麝香として知られる）の剥製なども展示されている。今日ではワシントン条約で取引が禁止されており、国内にも数点しかない貴重な品である。

## 逸話
1878年（明治11年）9月30日、明治天皇巡幸の折に、当家の新屋部分にあった旧草野邸に小休した。その後草野家が没落したことで、跡地を隣家の金岡家が買い取り、記念に「明治天皇町新庄村御小休所趾」と刻んだ標柱を建造した。
貴族院議員であった2代目金岡又左衛門の招きにより近衛文麿も当家を訪れており、館内には近衛による揮毫も飾られている。また、入り口に掲げられている店名「丹霞堂」の扁額の文字は、明治の書家・日下部鳴鶴の手によるものである。
2018年公開の映画『散り椿』の制作では、当邸宅が撮影現場に用いられた。